# 五大不正
五大不正（ごだいふせい、5대 비리）とは、韓国の社会問題。2017年の大統領選挙の際、文在寅大統領は政権の閣僚人事から偽装転入、兵役逃れ、論文盗用、脱税、不動産投機に関与した人物を政府高官には任命しないという「五大原則」を公約の一つに掲げたが、2人の長官候補が人事聴聞会にも至らず、1人は聴聞会後に世論に押されて自ら下りたものの長官クラス22人のうち14人（64%）は5大不正のうち1つ以上引っかかった。しかし、文大統領は公約を守ることよりも「大統領選挙陣営」「コード（考えかたや感じ方が通じ合うこと）」「共に民主党」という三つに関係した人物ばかりの候補からの任命を強行したため、「他人がやれば不倫、自分がやればロマンス」をまさに地で行くと朝鮮日報に批判されている。

## 概要
2017年5月には文在寅大統領に指名されていた閣僚候補たちが次々と五大原則の内の偽装転入に引っ掛かり組閣に支障が出ている。文大統領は世論調査で支持率が低下しないことから、就任直後は五大不正に引っかかる人事問題が表面化すると謝罪したが、2017年半ばからは謝罪さえしなくなった。朝鮮日報は「さまざまな演出で自らの人気を維持し、それによって無理な政策をごり押しするのが文大統領のやり方だが、これも今は成功しているように見えても、今後いつまでも通用することはないだろう。」と評した。文大統領は中小ベンチャー企業部長官候補がすでに五大不正で落馬して2回は失敗したくないと考えて、洪鍾学前議員が国会が人事聴聞報告書の採択を拒否したにもかかわらず、任命を強行した。洪氏は国会議員在職中、朝鮮日報によると「ただひたすら韓国社会の不公正さを批判し続けたことと、文大統領と非常に親しいことで知られる人物」で隔世相続や隔世贈与を「一層の所得不平等をもたらす」として激しく非難し、これが行われた場合は税金を大きく引き上げる法案を提出した。ところが長官候補に指名され人事聴聞会に出席すると、実は洪自身が10代の娘に隔世贈与を行い、贈与税を親が貸与したように見せかけていた。更に理科や外国語などに特化した高校である特殊目的高校を激しく非難しながら、自分の娘はこの特殊目的高校に進学させていた。著書では低学歴の中小企業経営者を侮辱するようなことも書いていたため、文字通り「他人がやれば不倫、自分がやればロマンス」をまさに地で行くような人物であり、国会がこのような人物を「長官としてふさわしくない」と判断するのはいわば当然とされていた。更に文大統領は任命状を手渡す際「反対が強かった長官が逆に仕事ができるという仮説がある。これを仮説で終わらせるのではなく、本当にそうなるようにしてほしい」と述べたため、こんなことは言うべきでないと批判した。朝鮮日報は「存在感のうすい外交長官、重みのない国防長官、財閥をやり込めてやると口にした公正取引委員長、放送局掌握を直接行った放送通信委員長など全てそうだった。」と今回以前の国会の反対にもかかわらず同じような形で文大統領に強行任命された5人を評している。

## 7項目の新基準
洪鍾学前議員を中小ベンチャー企業部長官に強行任命した翌日に偽装転入、兵役逃れ、不動産投機、脱税、論文盗用の五大不正に飲酒運転、性犯罪およびそれに関する不正行為を加えた政府高官人事の新しい検証基準を公表した。公約破りで本来除外される人間を国会の反対にもかかわらず閣僚に任命することで人事の検証を無意味なものとした翌日に新たな人事検証基準を発表した。これらの新たな基準は「偽装転入は人事聴聞会が閣僚クラスまで対象とした2005年7月から2回以上」、「論文盗作は研究倫理指針が定められた07年2月以降」、「飲酒運転はここ10年で2回以上」と恣意的な基準を変えた。この基準だと実際に偽装転入が確認された李洛淵国務総理（首相）と康京和外交部長官、かつて兵士時代に飲酒運転で摘発された宋永武国防部長官、ソウル大学でのちに発覚した自分の問題よりも小さかった金秉準元教育副首相に2006年に全国教授労働組合委員長として辞任を求める声明を出していたが、人生で執筆したわずか3本の論文の修士論文と博士論文では日本の文献を引用元と記載せず翻訳・引用していたため日本式の漢字・外来語表記をそのまま記載して論文盗用し、残りの1本の論文も二重投稿の疑惑で論文盗作の調査が今も行われているキム・サンゴン教育部長官を含めて全員基準外になる。文大統領が人事の検証に失敗した自分たちと問題のある政府高官に免罪符を与えるための行動を「どういう神経で国民をここまで欺こうとするのだろうか。」と朝鮮日報は批判した。

## 論議候補
長官級14人

### 国務総理（首相）
李洛淵（全羅南道知事）

### 外交部長官
康京和（国際連合事務総長特別顧問）

### 国防部長官
宋永武　（韓国海軍参謀総長）

### 教育部長官
キム・サンゴン　（ソウル大学教授、全国教授労働組合委員長、京畿道教育監）

### 中小ベンチャー企業部長官
洪鍾学（国会議員）

### 公正取引委員長
キム・サンジョ

### 大統領府儀典秘書官室行政官
タク・ヒョンミン（公演プロデューサー、元聖公会大学教授）

### 辞退
2017年09月18日時点で長官・次官級候補7人が検証問題で辞退

#### 雇用労働部長官候補
チョ・デヨプ（高麗大学労働大学院長）

#### 法務部長官候補
アン・ギョンファン　（ソウル大学名誉教授）

#### 憲法裁判官
イ・ユジョン（弁護士）